# Mona Kospach
Mona Kospach (* 26. Juni 1987 in Graz, Steiermark) ist eine österreichische Theater- und Filmschauspielerin sowie Kabarettistin.

## Biografie
Aufgewachsen in der Steiermark, führte sie ein Slawistikstudium nach St. Petersburg und Moskau. In ihrer Abschluss- und Diplomarbeit Anton P. Čechov bei L. Ulickaja, L. Petruševskaja und B. Akunin setzte sie sich intensiv mit den Theaterstücken Anton Tschechows auseinander. 
Während des Studiums wurde sie Ensemblemitglied der Grazer Theatergruppe Theater t’eig (Thomas Sobotka). Sie verkörperte Hauptrollen wie „Baal“ von Bertolt Brecht, „Mascha“ in Drei Schwestern von Anton Tschechow. Außerdem spielte sie regelmäßig in Theaterinszenierungen von Ernst M. Binder (Dramagraz, darunter Kein Licht von Elfriede Jelinek, Gier von Sarah Kane, Wolokolamsker Chaussee von Heiner Müller) mit. 
Seit 2020 steht sie auch regelmäßig für TV- und Kinoproduktionen vor der Kamera.
2024 feierte sie mit ihrem ersten Solostück Moko kommt! im Theater am Alsergrund Premiere.

## Filmografie
- 2021: Soko Donau, Folge Spurlos (Fernsehserie)
- 2021: Wien0815 (Miniserie auf joyn.at)
- 2022: Eismayer (Kinofilm)
- 2023: Cornetto im Gras (Bester Kurzfilm Diagonale Graz)
- 2023: Wer wir einmal sein wollten (Kinofilm Filmakademie Wien)
- 2024: Sexuell verfügbar (Miniserie)
- 2024: Gina (Kinofilm)
- 2024: 80 plus (Kinofilm)
- 2024: Kopftuchmafia – Ein Stinatz-Krimi (Fernsehfilm)
- 2024: Tage, die es nicht gab (Fernsehreihe)
- 2025: Mother’s Baby (Kinofilm)
- 2025: Uhudler-Verschwörung – Ein Stinatz-Krimi (Fernsehreihe)